# Moritz Riesewieck

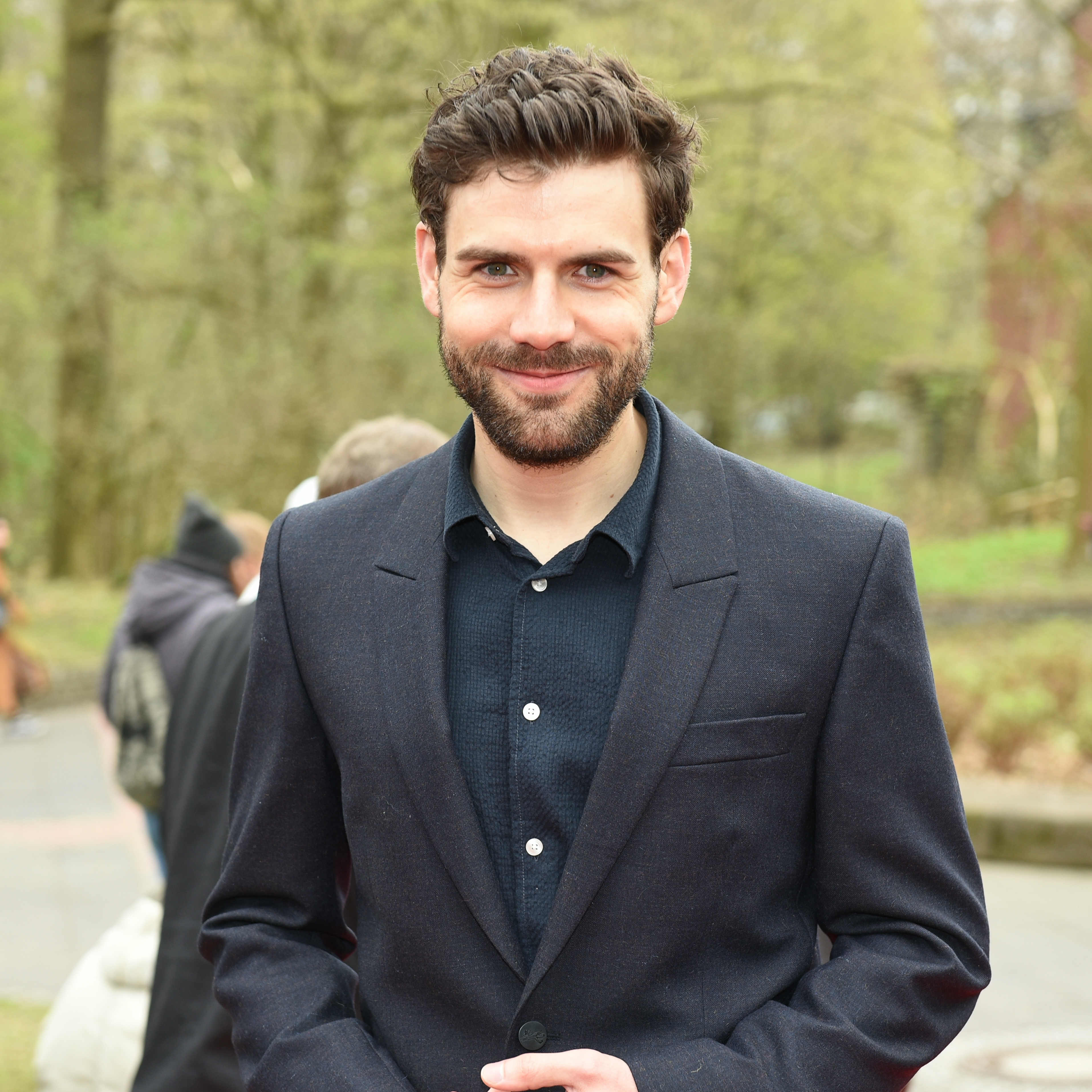
Moritz Riesewieck bei der Grimme-Preis-Verleihung 2019

Moritz Riesewieck (* 1985 in Herdecke) ist ein deutscher Theater- und Filmregisseur, sowie ein Drehbuch- und Sachbuchautor, außerdem Gründungsmitglied der Künstlergruppe Compagnie Laokoon.

## Leben und Wirken
Riesewieck sammelte seine ersten Theatererfahrungen als Regieassistent an der Volksbühne Berlin, an der Schaubühne am Lehniner Platz sowie am Hamburger Thalia Theater. Mit einem Stipendium der Studienstiftung des deutschen Volkes begann er zunächst Wirtschaftswissenschaften und dann Regie an der Hochschule für Schauspielkunst „Ernst Busch“ in Berlin zu studieren. Seine während des Studiums realisierten Projekte, z. B. SiebenSchläfer – EinSchlafTerrorCamp und ParK wurden u. a. bei Festivals am Maxim Gorki Theater Berlin, am Theater Hebbel am Ufer Berlin und beim Kaltstart Hamburg gezeigt. 2012 gründete er gemeinsam mit Tina Ebert die Gruppe Compagnie Laokoon, einen Zusammenschluss von Künstlern und Naturwissenschaftlern, die crossmediale Erzählformate kreiert. 2014 erhielt Riesewieck vom Goethe-Institut eine Einladung nach Mexiko-Stadt, um dort Woyzeck von Georg Büchner zu inszenieren. Für seine Diplomproduktion Voiceck wurde er 2015 zum Wettbewerb Heidelberger Stückemarkt eingeladen, im gleichen Jahr beendete er sein Studium.
Gemeinsam mit dem Laokoon-Mitglied Hans Block realisierte Riesewieck die abendfüllende Dokumentation The Cleaners – Im Schatten der Netzwelt. Der Film feierte Anfang 2018 beim Sundance Film Festival Premiere und kam im Mai 2018 in die deutschen Kinos. Riesewieck veröffentlichte ergänzend dazu das Buch Digitale Drecksarbeit.
Im Oktober 2024 wurde Riesewieck Mitglied der Deutschen Filmakademie.

## Veröffentlichungen (Auswahl)

### Als Theaterregisseur
- 2010: Nach dem glücklichen Tag, Schaubühne Berlin[2]
- 2012: K, Maxim-Gorki-Theater
- 2014: Woyzeck, Mexiko-Stadt[3]
- 2015: Voicek, Theater und Orchester Heidelberg[4]
- 2015: Die Leere des Himmels, Ballhaus Ost Berlin[5]
- 2017: Nach Manila, Theater Dortmund[6]
- 2022: Wo du mich findest, Münchner Kammerspiele[7]

### Als Filmregisseur und Drehbuchautor
- 2018: The Cleaners – im Schatten der Netzwelt (Dokumentation)
- 2021: Made to Measure – Eine digitale Spurensuche (Dokumentation)[8]
- 2024: Eternal You – Vom Ende der Endlichkeit (Dokumentarfilm)

### Als Hörspielautor
- 2014: Moritz Riesewieck: Eine starke Bewegung. Die Helden sind Bodybuilder. Fitness-Studios – geheime revolutionäre Zellen. ein Originalton-Hörspiel. (Original-Hörspiel, Kurzhörspiel – Deutschlandradio/Hochschule für Schauspielkunst Ernst Busch (Auftragsproduktion))

### Als Buchautor
- 2017: Digitale Drecksarbeit – Wie uns Facebook & Co. von dem Bösen erlösen, erschienen im dtv Verlag
- 2020: Die digitale Seele – Unsterblich werden im Zeitalter Künstlicher Intelligenz, gemeinsam mit Hans Block, erschienen im Goldmann Verlag

## Auszeichnungen (Auswahl)
Elsa-Neumann-Stipendium des Landes Berlin 2015
Katholischer Medienpreis 2019
- Preisträger in der Kategorie Elektronische Medien für The Cleaners – Im Schatten der Netzwelt[9]

Grimme-Preis 2019
- Preisträger für den Publikumspreis der Marler Gruppe für The Cleaners – Im Schatten der Netzwelt[10]

Bayerischer Filmpreis 2024
- Auszeichnung mit dem Dokumentarfilmpreis (Eternal You – Vom Ende der Endlichkeit)